# Splanchnonema platani
Massaria platani là một plant pathogen.